# Nhện đỏ hại lúa
Nhện đỏ hại lúa (Danh pháp khoa học: Oligonychus oryzae) là một loài bét trong họ Nhện đỏ (Tetranychidae), chúng là đối tượng hại cây lúa dữ dội.